# Louise Weiss
Pour les articles homonymes, voir Weiss.
Louise Weiss, née le 25 janvier 1893 à Arras et morte le 26 mai 1983 à Paris, est une journaliste, femme de lettres, féministe et femme politique française, notamment doyenne des députés au Parlement européen (1979-1983).

## Biographie

### Enfance et jeunesse d'une Alsacienne

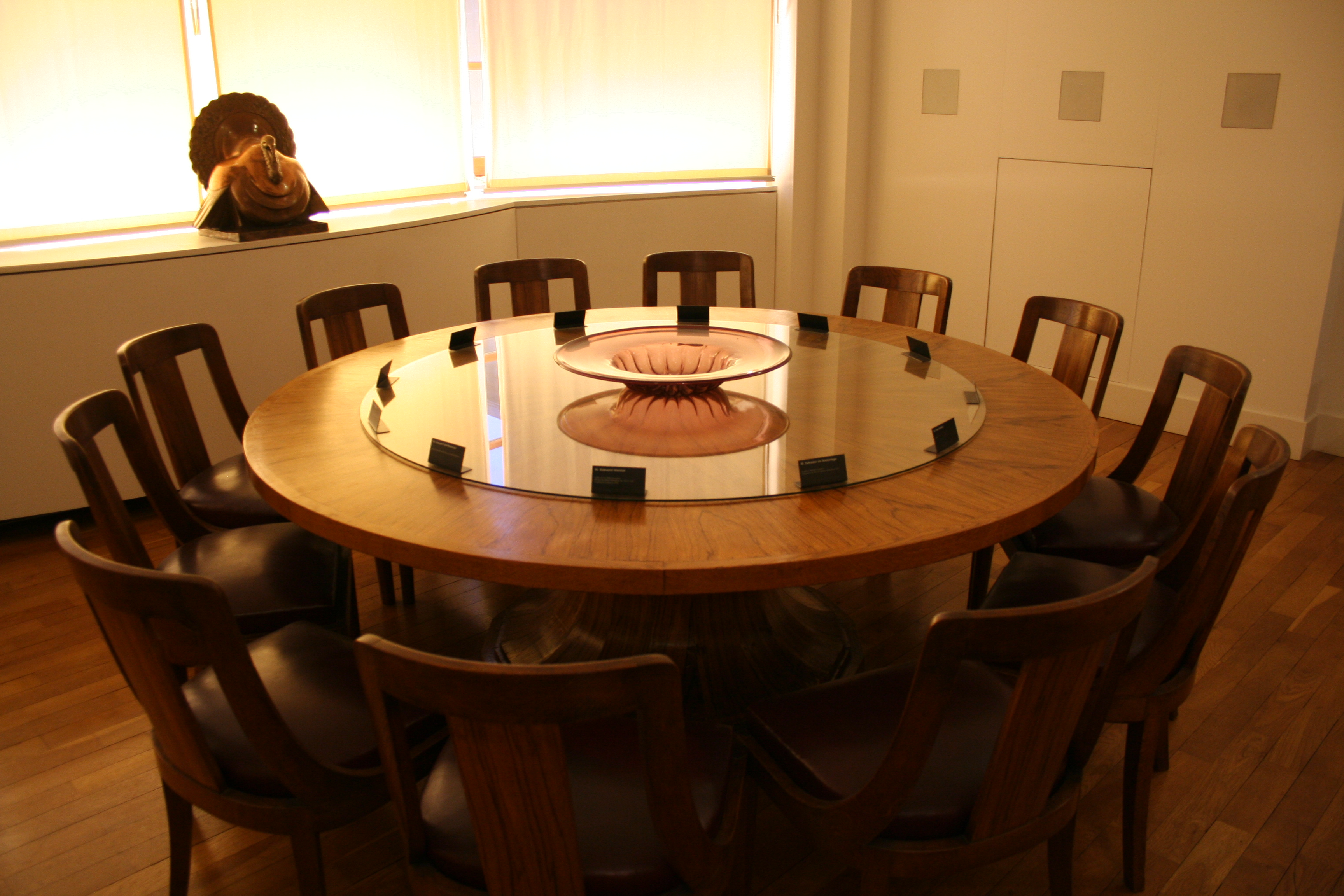
Reconstitution du salon parisien de Louise Weiss au musée de Saverne.

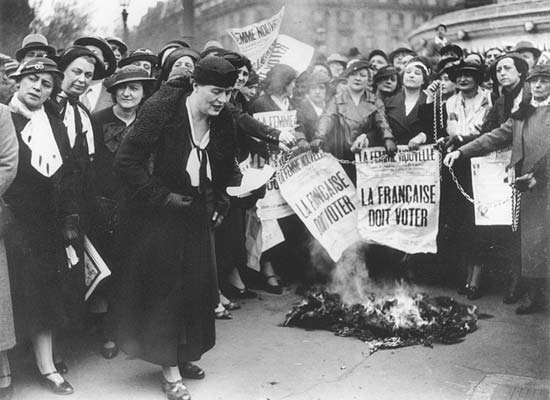
Louise Weiss parmi des suffragettes, place de la Bastille le 12 mai 1935.

Louise Weiss est d'origine alsacienne. Son père, Paul Louis Weiss, ingénieur des mines est un protestant alsacien dont les parents originaires de La Petite-Pierre se sont installés en Lorraine à Phalsbourg. Son grand-père, Georges-Émile Weiss est notaire. Il ne peut conserver son étude  après l'annexion en 1871 de l'Alsace-Lorraine par l'Allemagne et doit la vendre. Paul Louis Weiss fait toute sa carrière dans l'industrie minière, dirigeant successivement plusieurs sociétés et finissant président de l'Union des mines. Sa mère, Jeanne Félicie Javal est la fille de l'ingénieur et ophtalmologue Émile Javal, un des inventeurs de l'orthoptique, passionné d'espéranto. La famille de sa mère, la famille Javal, est une riche famille alsacienne d'origine allemande, tchèque et juive, installée à Seppois-le-Bas et très engagée dans la vie publique. Louise Weiss est l'aînée de six enfants (une de ses sœurs cadettes, Jenny Aubry — mariée en premières noces avec le docteur Alexandre Roudinesco et mère de l'historienne Élisabeth Roudinesco — sera connue comme psychanalyste et pédiatre ; son frère Jacques, polytechnicien, est inspecteur des finances, directeur de société de charbon et traducteur de livres spiritualistes). Elle passe sa jeunesse à Paris, élève, notamment, au collège Sévigné et au lycée Molière.[réf. nécessaire]
Contre l'avis de son père, peu favorable à l'éducation des filles, Louise Weiss est reçue 10e à l'agrégation féminine de lettres en 1914, à seulement 21 ans, et diplômée de l'université d'Oxford. Elle refuse le poste d'enseignant qui lui est proposé puis se tourne vers le journalisme. Elle fréquente alors les exilés tchèques et slovaques à Paris quartier du 19e, Tomáš Masaryk, Edvard Beneš et Milan Stefanik et s'intéresse aux relations internationales.

### Le combat pour la paix et la construction européenne
Elle s'engage comme infirmière, pendant la Première Guerre mondiale dans un hôpital pour soldats à Saint-Quay-Portrieux, où sa famille s'était réfugiée.
Marquée par l'horreur du premier conflit mondial, elle cherche à rapprocher la France et l'Allemagne pour des intérêts publics. Après avoir collaboré au journal Le Radical sous le pseudonyme masculin Louis Lefranc, elle écrit jusqu'en 1934 dans la revue hebdomadaire L'Europe nouvelle. Avec cet hebdomadaire, elle a pour ambition de développer les idées pacificistes.
En désaccord avec Philouze, Louise Weiss quitte L'Europe nouvelle pour collaborer à L'Information et au Petit Parisien. Elle se rend en reportage dans les capitales de l'Europe orientale (Prague, Budapest, Vienne, Varsovie), et à son retour revient à L'Europe nouvelle, dont Philouze, qui quitte la revue, lui laisse les commandes. Elle entend utiliser ce journal pour diffuser sa volonté de pacifisme. Elle sait s'entourer de futures grandes personnalités, qui lui fournissent une aide précieuse au sein du comité de rédaction, tel Louis Joxe, collaborateur privilégié. Henry de Jouvenel, Wladimir d'Ormesson, Georges Bonnet, Aristide Briand, Édouard Herriot, Marcel Cachin, Léon Blum, Saint-John Perse, Paul Valéry, Élie Faure l'aident également, occasionnellement. Louise reprend ses voyages en Europe : elle se rend notamment en Russie où elle rencontre Léon Trotski, mais ne peut approcher Lénine[réf. nécessaire].
Croyant toujours en l'efficacité de la SDN, elle accompagne Herriot à Genève, qui fait partie de la délégation française à la SDN, au début d'octobre 1924. Elle y rencontre Briand : celui-ci vient d'exprimer dans L'Europe Nouvelle son souhait de créer une « compagnie anonyme de la paix ». Pacifiste, elle s'efforce de suivre Briand dans ses déplacements, convaincue comme lui que le recours à l'arbitrage est la seule voie pour assurer la sécurité[réf. nécessaire].
Les chances s'amenuisant de sauver la paix par le désarmement, face à l'atmosphère de l'Allemagne à partir de 1930, Louise Weiss organise un cycle de conférences dans le cadre de L'École de la Paix qu'elle a fondée à la fin de l'année. Louis Joxe en est le secrétaire général. Placée sous le haut patronage de Briand, elle est inaugurée le 3 novembre 1930 et connaît un certain succès du fait de la renommée des conférenciers. Devenue un "établissement libre d'enseignement supérieur", l'École de la Paix, rattachée à l'académie de Paris, alloue aussi des bourses d'études et de voyage aux étudiants des Écoles normales d'instituteurs et institutrices pour former des missionnaires de la paix qui feront évoluer les mentalités[réf. nécessaire].
L'accession au pouvoir de Hitler, le 30 janvier 1933, et la politique initiée par le nouveau chancelier allemand inquiètent Louise Weiss. Elle se fait un devoir de publier en 1933 les lois d'Adolf Hitler relatives à l'aryanisation des écoles et administrations allemandes, à la stérilisation des infirmes et des malades, et elle ajoute dans ses Mémoires d'une Européenne « Personne, en France, n'y fit alors attention »[réf. nécessaire].
Elle quitte L'Europe Nouvelle à la suite de l'arrivée d'Hitler au pouvoir en Allemagne, qui marque l'échec du projet européen de rapprochement franco-allemand porté dès 1930 par Aristide Briand, et à cause des dissensions au sein de l'équipe de la revue, certains souhaitant encore une coopération avec l'Allemagne. Elle y signe son dernier article le 3 février 1934.

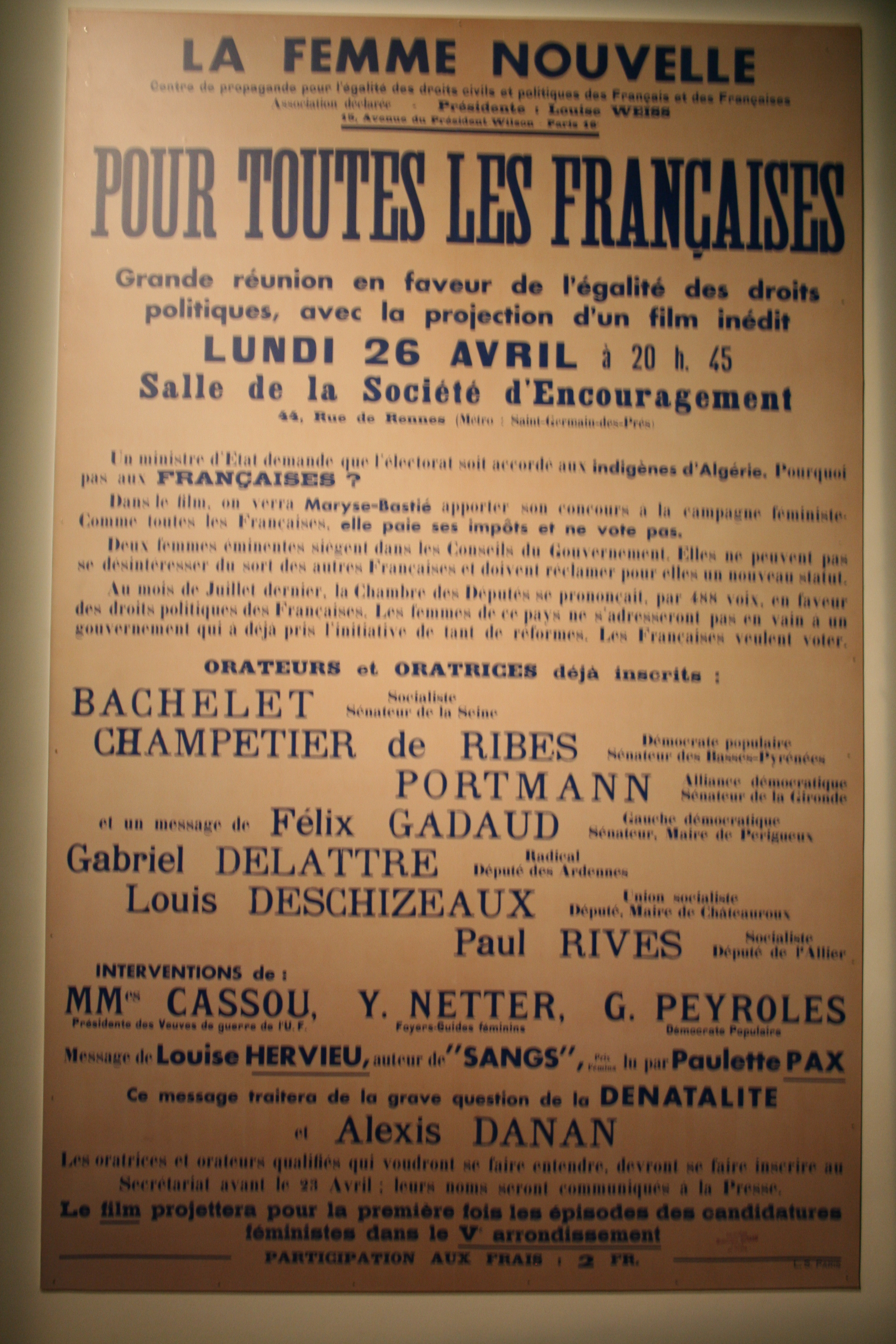
Affiche de La Femme nouvelle au musée de Saverne.

### Le combat féministe
« Le souvenir qu'elle me laisse est celui d'une avocate dont le grand talent n'éclipsait ni la méchanceté, ni le manque de grâce. Quels chapeaux et quels souliers ! À elle seule, Maria entretenait la légende de la femme croque-mitaine, ogresse encline à dévorer les pauvres hommes ! »

[réf. nécessaire].
En 1934, elle épouse José Imbert, un architecte dont elle divorce deux ans plus tard en 1936, ce que certains jugeront comme un mariage de convenance[réf. nécessaire].
Droit de voter et d'être élue : elle entend bousculer l'inertie des élus nationaux par des méthodes radicales et fonde en 1934 l'association « Les femmes nouvelles ». Louise Weiss se présente symboliquement aux élections municipales de Montmartre le 5 mai 1935 ; elle excelle dans la provocation ironique : transformant des cartons à chapeaux en urnes, elle recueille 18 000 bulletins en sa faveur. Aux élections législatives de 1936, elle se présente symboliquement dans le 5e arrondissement de Paris et mène des actions spectaculaires destinées à attirer l'attention de la presse[réf. nécessaire].
En 1936, elle aurait refusé un poste ministériel proposé par Léon Blum en lui répondant « J'ai lutté pour être élue, pas pour être nommée »[réf. nécessaire].
Actions féministes des membres de l'association « La femme nouvelle »[réf. nécessaire] :

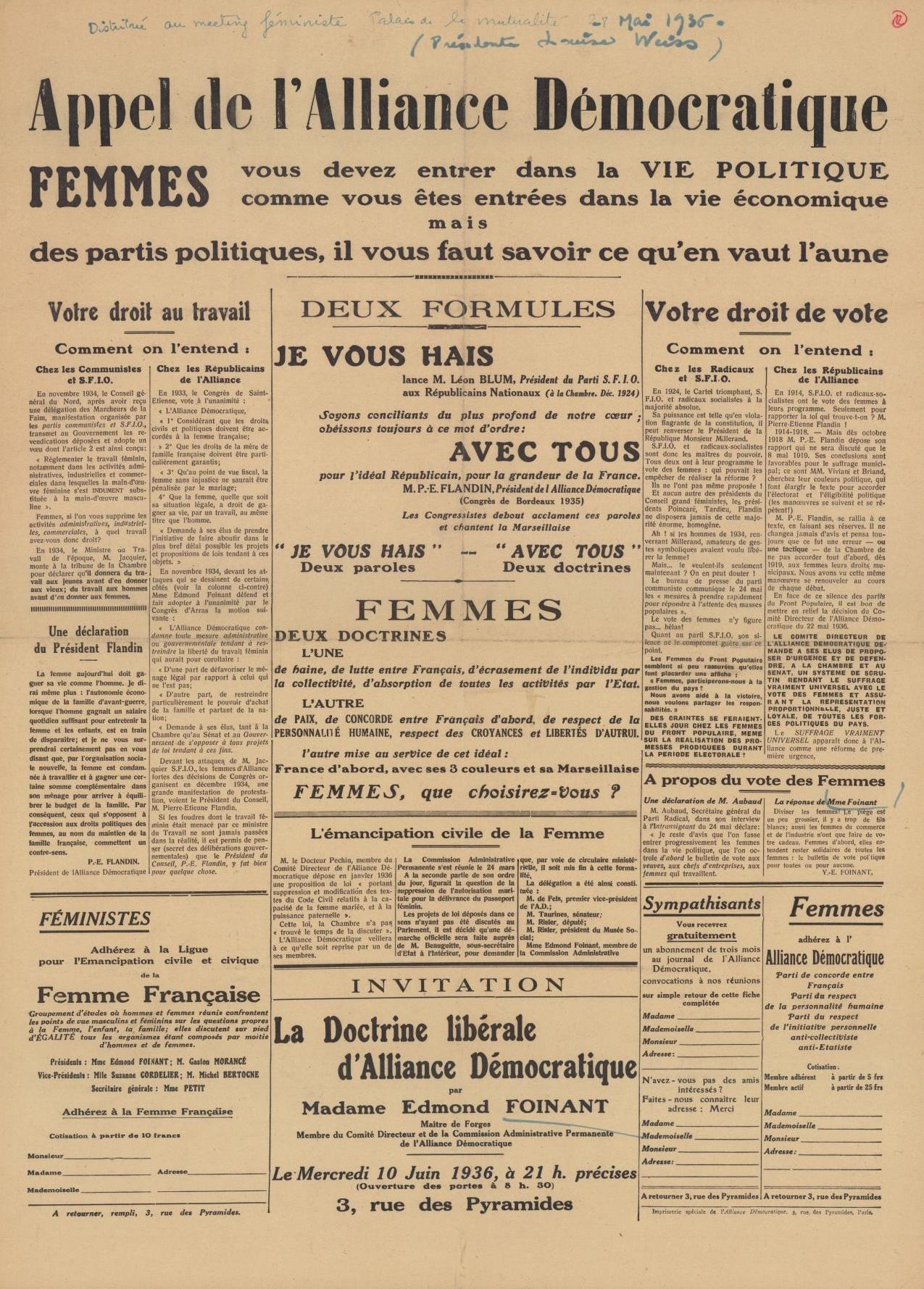
Appel de l'Alliance démocratique. Mention manuscrite : « Distribué au meeting féministe, place de la Mutualité, 22 mai 1936, présidente Louise Weiss ».

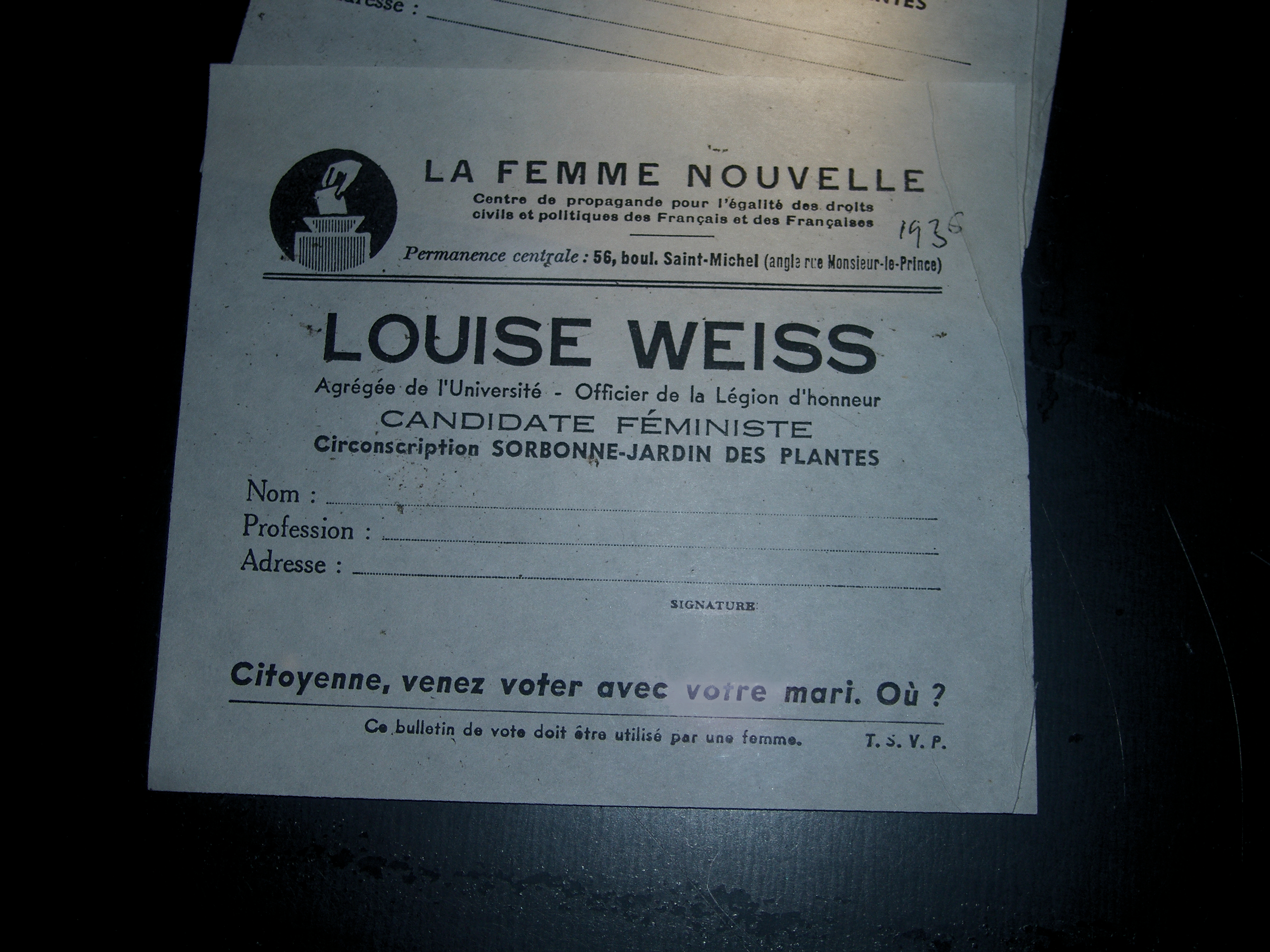
Bulletin de vote « Louise Weiss » au musée de Saverne.

- 1936 : elles lâchent des ballons rouges, lestés de tracts, au Stade olympique Yves-du-Manoir lors de la finale de la Coupe de France de football ;
- le 1er juin 1936, elles distribuent aux députés des myosotis, fleur qui signifie symboliquement « Ne m'oubliez pas » ;
- le 2 juin 1936, elles offrent aux sénateurs des chaussettes avec l'inscription « Même si vous nous donnez le droit de vote, vos chaussettes seront raccommodées » ;
- le 28 juin 1936, elles investissent la piste du champ de course de Longchamp, lors du Grand Prix, avec des pancartes portant l'inscription « La Française doit voter » ;
- le 10 juillet 1936, elles s'enchaînent les unes aux autres et empêchent la circulation, rue Royale, à Paris[9].

### À l'épreuve de la Seconde Guerre mondiale
Après l'annexion de l'Autriche par l'Allemagne, le 12 mars 1938, Louise Weiss cofonde avec Suzanne Grinberg fin 1938 l'Union des Françaises décorées de la Légion d'honneur, comptant sur leur patriotisme pour promouvoir l'importance de la défense passive d'un « service national féminin ». Les volontaires sont nombreuses à vouloir s'engager pour défendre la patrie en cas de guerre, mais Édouard Daladier, ministre de la Guerre, et Albert Lebrun, président de la République, refusent de les incorporer. À la fin d'août 1939, elle propose au général responsable du Comité de la défense passive, d'utiliser les femmes à la défense de la patrie. Il lui propose seulement d'organiser des quêtes pour recueillir de l'argent.
Le 31 décembre 1938, elle obtient de son ami Georges Bonnet, ministre des Affaires étrangères, la création d'un Comité des réfugiés — dont le baron Robert de Rothschild assurera généreusement le fonctionnement — pour accueillir ceux qui fuyaient le régime nazi. Elle écrit « les persécutions d'Adolf Hitler contre la « race maudite » laissaient la moyenne des Français encore incrédules, les atrocités de la Kristallnacht, à partir desquelles l'extermination des israélites de la Grande Allemagne avait été décidée, n'avaient pas autrement ému l'opinion publique, maintenue dans une ignorance délibérée par les partisans de la paix à tout prix, qui fermaient les yeux et se bouchaient les oreilles »[réf. nécessaire].
En 1940, le général de Gaulle prononce l'Appel du 18 Juin. Elle ne se rallie pas à cet appel.[évasif] Elle effectue un séjour de quatre mois aux États-Unis à la tête d'une mission pour collecter des médicaments destinés aux enfants de France, dans la logique de son engagement humaniste. Il s'agit d'une action de solidarité qui ne peut en rien être apparentée à une adhésion à la politique vichyste. De retour à Paris, elle s'aperçoit que son nom figure sur la liste des personnalités juives à éliminer ; elle se fait délivrer un faux certificat de baptême protestant, grâce à la protection du pasteur Monod. La mention de son nom disparaît de la liste publiée par le Commissariat général aux questions juives. Des membres de sa famille seront déportés[réf. nécessaire].
Louise Weiss s'oppose au maréchal Pétain, auquel elle reproche d'avoir tout cédé aux Allemands dès 1940. Elle critique aussi Laval et Doriot. Elle écrit une pièce de théâtre intitulée Sigmaringen, qui décrit l’absurdité du gouvernement français vichyste en exil, exfiltré dans ce château sur ordre d'Hitler, du 7 septembre 1944 au 22 avril 1945. Voilà ce qu’elle en dit, dans Tempête sur l'Occident, p. 46 à 54 : « Et si je me suis férocement saisie d’un cas extrême de l’irréalisme auquel peut conduire la passion du pouvoir, c’est pour mettre en garde les hommes d’État qui se croient encore les maîtres alors qu’ils ne commandent plus ». Dans ce passage, elle a des propos mordants sur Pétain et Laval, véritables « fantômes », qu'elle qualifie d'« insensés », qui ont perdu contact avec le réel et s'enfuient dans l'imaginaire, semblables à des « bonnets à clochettes ». Elle ne s'est rendue à Sigmaringen qu'en juin 1946, étape dans son voyage pour assister au procès de Nuremberg. Là, elle médite sur l’histoire de cette ville et évoque cette période à la fin de la Seconde Guerre mondiale où le gouvernement de l'État français en déconfiture se donnait encore un semblant d’existence : « Personne  n’existait plus en France qui pût déléguer des pouvoirs à quiconque, sauf le général de Gaulle ». Dans son agenda de 1948, le 19 décembre, elle est d'ailleurs invitée par le général de Gaulle, qui lui dédicace ses Mémoires, reconnaissant son engagement humaniste et la lucidité dont elle a fait preuve dès 1933, en titrant l'éditorial de L'Europe Nouvelle : « On ne pactise pas avec Hitler » (18 novembre 1933)[réf. nécessaire].
À la Libération, elle entreprend de s'informer en multipliant les voyages à l'étranger, aux États-Unis, au Canada, au Mexique, en attendant que la situation politique en France se décante. Elle a écrit, pendant l'occupation allemande, des articles dans le journal clandestin résistant La Nouvelle République sous le nom de code Valentine (on peut voir certains de ces articles exposés dans les vitrines du musée de Saverne) ; elle a aussi participé au réseau de résistance Patriam Recuperare[réf. nécessaire].
Elle couvre le procès de Nuremberg comme journaliste.

### Au service de la polémologie
En 1945, avec Gaston Bouthoul, fondateur de la polémologie (science de la compréhension des conflits), elle fonde l'Institut de polémologie, qu'elle fera rentrer à l'université de Strasbourg dans les années 1960. Elle va alors commencer à parcourir le monde, réalisant de nombreux films documentaires. En 1971, elle fonde à Strasbourg l'Institut des sciences de la paix[réf. nécessaire].
En 1971, elle crée une fondation portant son nom qui, chaque année, prime les auteurs ou les institutions ayant le plus contribué à l'avancement des sciences de la paix, à l'amélioration des relations humaines et aux efforts en faveur de l'Europe. Parmi les lauréats, on compte Helmut Schmidt, Médecins sans frontières, Anouar el-Sadate.

### Engagement dans la communauté européenne
Elle s'est engagée dans les premiers projets d'une union européenne. En 1979, pour la première élection au suffrage direct du Parlement européen, elle est élue eurodéputée sur la liste RPR malgré ses combats féministes assez éloignés de la ligne du parti. À 86 ans, elle y prononce, au titre de doyenne, un discours d'ouverture historique lors de la première session du nouveau parlement à Strasbourg le 17 juillet 1979. Elle se fait remarquer par son humour en interpellant un député dont l'intervention s'éternisait par un « Silence, jeune homme ! ».

### Legs

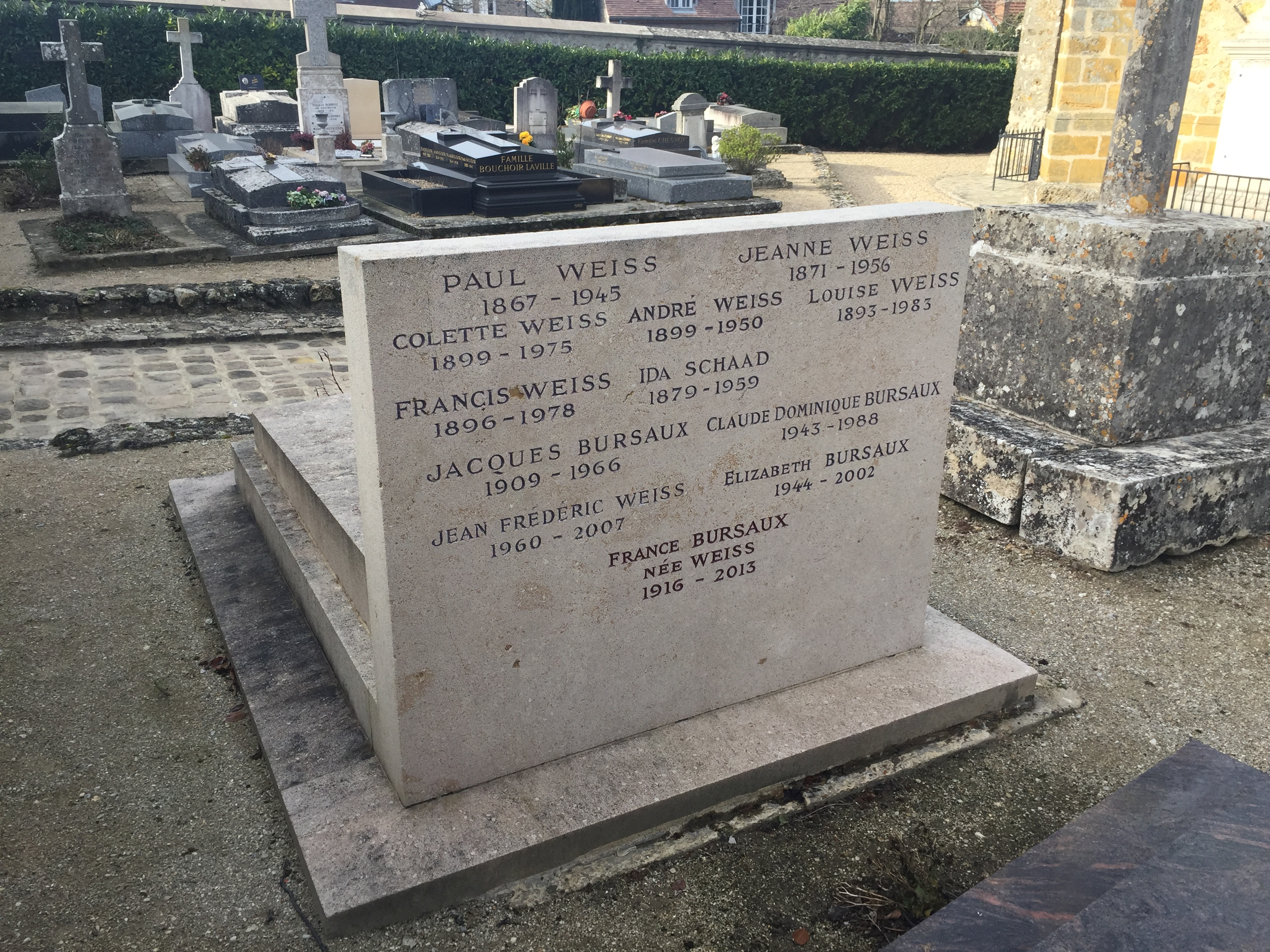
Tombe de Louise Weiss à Magny-les-Hameaux.

Elle tente par deux fois, en 1975, d'être élue à l'Académie française[réf. nécessaire].
En 1981, elle fait don à la ville de Saverne de ses collections historiques et ethnographiques. Une section Louise Weiss sera ouverte dans le musée du château de Rohan dans cette ville, et une statue inaugurée en mai 2021. Elle lègue l'ensemble de sa correspondance et de ses manuscrits à la Bibliothèque nationale et ses livres à la Bibliothèque nationale et universitaire de Strasbourg. Certains ont toujours un ex-libris.
Louise Weiss meurt le 26 mai 1983. Sa sépulture se trouve dans le cimetière de Magny-les-Hameaux.

### Timbre-poste
Le 15 mai 1993, l'administration des PTT émet un timbre-poste à son effigie dans le cadre de «L’Europe… le vote des femmes ». La dessinatrice du timbre est Huguette Sainson ».

## Distinctions et hommages
- Square Louise-Weiss à Strasbourg. Grand officier de la Légion d'honneur

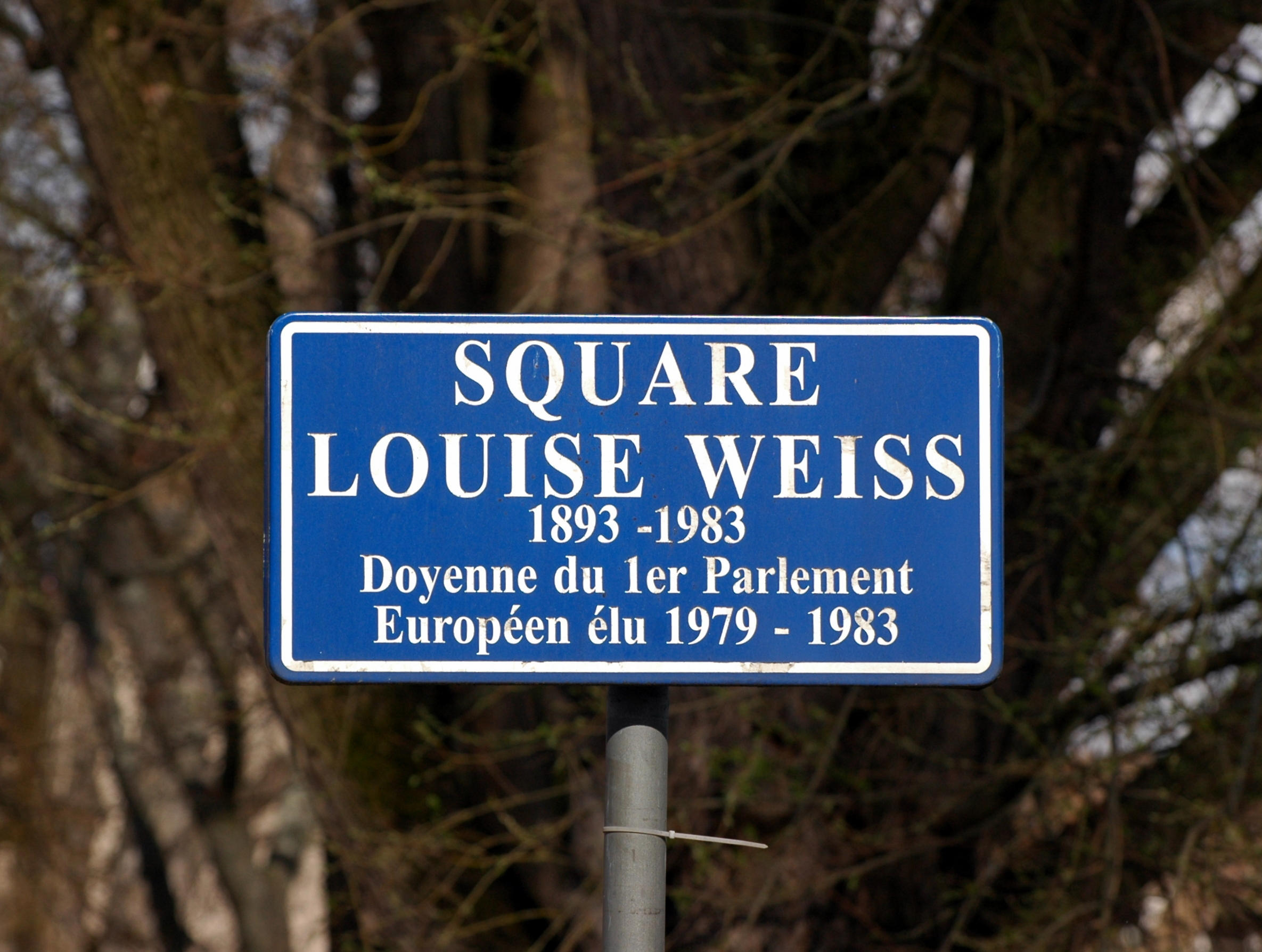
Square Louise-Weiss à Strasbourg.

Elle fut élevée à la dignité de Grand officier de la Légion d'honneur en 1975, troisième femme seulement à recevoir ce grade dans cet ordre. En 1999, le bâtiment Louise-Weiss, nouveau siège du Parlement européen à Strasbourg, est nommé en son honneur.
Chaque année est décerné le prix du journalisme Louise Weiss créé en 2005.

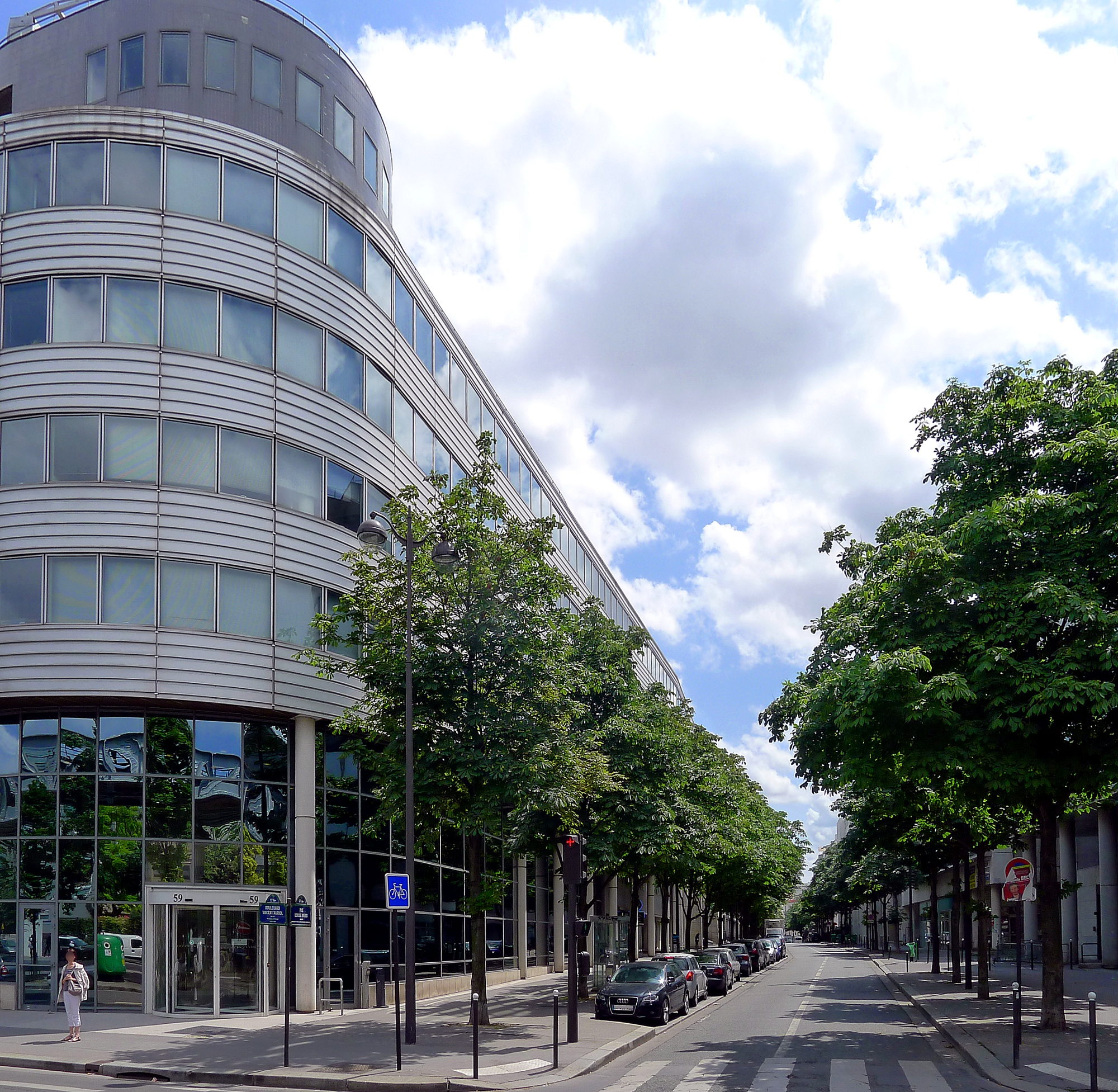
Rue Louise-Weiss, à Paris.

La promotion 2000 des administrateurs territoriaux de l'Institut national des études territoriales (INET) a pris le nom de Louise Weiss en sa mémoire. 
La promotion 2016-2017 des élèves de l'École nationale d'administration (ENA) a choisi le nom de Louise Weiss.
C’est à Louise Weiss qu’a choisi de rendre hommage la 54e promotion de l’Institut régional d'administration de Lille pour le nom de sa promotion.
Plusieurs voies et établissements scolaires portent son nom.

## Publications de Louise Weiss

### Bandes dessinées
- Marie Moinard et Marine Tumelaire, La Française doit voter - Les combats de Louise Weiss, éditions Marabulles, 2024.

### Ouvrages politiques
- La République Tchécoslovaque, (1919)
- Milan Stefanik, Prague (1920)

### Ouvrages biographiques
- Souvenirs d'une enfance républicaine, Denoël, Paris, 1937.
- Ce que femme veut, Gallimard, Paris, 1946.
- Mémoires d'une Européenne, Payot/Albin Michel, Paris, 6 tomes, 1968-1976.

### Romans
- Délivrance, Paris, Aplin Michel, 1936.
- La Marseillaise, t. I et II Paris, (1945) ; t. III Paris (1947), prix Marcelin Guérin de l'Académie française en 1948.
- Sabine Legrand, Paris, 1951.
- Dernières voluptés, Paris, 1979.

### Pièces de théâtre
- Adolf ou les joies du suicide.
- Sigmaringen ou les potentats du néant.
- Le Récipiendaire.
- La Patronne .
- Adaptation des Dernières voluptés.

### Récits de voyage
- L'or, le camion et la croix, Paris, 1949[20].
- Le voyage enchanté, Paris, 1960.
- Le Cachemire, Les Albums des Guides Bleus, Paris, 1955.
- Tempête sur l'Occident  Albin Michel, 1976.

### Essai sociologique
- Lettre à un embryon, Julliard, Paris, 1973.

### Art, archéologie et folklore
- Contes et légendes du Grand-Nord, Paris, 1957 (BNF 31634466).

### Vidéographie
- Louise Weiss, une femme d'influence, documentaire télévisé d'Alain Jomy, 2003